# Pyrgus badachschana
Pyrgus badachschana is een vlinder uit de familie van de dikkopjes (Hesperiidae). De wetenschappelijke naam van de soort is voor het eerst gepubliceerd in 1939 door Burchard Alberti.
De soort komt voor in Afghanistan.